# Бад Емс
Бад Емс (на немски: Bad Ems, [baːt ɛms]) е град в западна Германия, административен център на окръг Райн-Лан в провинция Рейнланд-Пфалц. Населението му е около 9700 души (2019).
Разположен е на 80 метра надморска височина в Рейнските шистови планини, на двата бряга на река Лан и на 8 километра източно от центъра на Кобленц. Селището се споменава за пръв път през 880 година и от Средновековието е известно със своите минерални извори. През XVII век вече е известен балнеологичен курорт, достигайки разцвета си през XIX век, когато е посещаван от множество европейски знаменитости.

## Известни личности
Родени в Бад Емс
- Адолф Райхвайн (1898 – 1944), икономист

Починали в Бад Емс
- Лебрехт фон Анхалт-Бернбург-Шаумбург-Хойм (1669 – 1727), княз
- Уилям Едуард Пари (1790 – 1855), английски изследовател
- Иполит Фортул (1811 – 1856), френски политик
- Йохан фон Хесен-Браубах (1609 – 1651), ландграф